# Brommella punctosparsa
Espèce
Synonymes
- Lathys punctosparsus Oi, 1957

Brommella punctosparsa est une espèce d'araignées aranéomorphes de la famille des Cicurinidae.

## Distribution
Cette espèce se rencontre au Japon, en Corée du Sud et en Chine.

## Description
La femelle holotype mesure 2,3 mm.
Le mâle décrit par Oi en 1961 mesure 2,13 mm.

## Systématique et taxinomie
Cette espèce a été décrite sous le protonyme Lathys punctosparsus par Oi en 1957. Elle est placée dans le genre Brommella par Lehtinen en 1967.

## Publication originale
- Oi, 1957 : « On some spiders (including a new species) from Buttuji. » Acta Arachnologica, vol. 14, no 2, p. 45-50.